# Cosmic Egg
Cosmic Egg ist das zweite Studioalbum der australischen Rockband Wolfmother. Es erschien am 23. Oktober 2009 und erreichte unter anderem Platz 3 in den australischen Album-Charts. Nacheinander wurden aus diesem Album die Singles Back Round, New Moon Rising, White Feather und Far Away ausgekoppelt.

## Titelliste
1. California Queen – 3:55
2. New Moon Rising – 3:46
3. White Feather – 3:04
4. Sundial – 3:48
5. In the Morning – 5:40
6. 10,000 Feet – 4:09
7. Cosmic Egg – 4:04
8. Far Away – 4:00
9. Cosmonaut – 4:48 (Bonusstück der Deluxe Edition.)[2][3]
10. Pilgrim – 4:50
11. Eyes Open – 5:11 (Bonusstück der Deluxe Edition.)
12. Back Round – 3:56 (Bonusstück der Deluxe Edition.)
13. In the Castle – 5:42
14. Caroline – 4:31 (Bonusstück der Deluxe Edition.)
15. Phoenix – 4:45
16. Violence of the Sun – 6:02

Die Texte zu den Singles schrieb Frontmann Andrew Stockdale.

## Kritiken
Die Kritiken zu diesem Album waren größtenteils äußerst positiv. Debora Katonah von laut.de schrieb, dass sich Vergleiche zu „70er-Jahre-Bands wie Led Zeppelin“ immer noch ziehen ließen. „Und die Songs knallen noch immer genauso – wenn auch ruhiger und sanfter. Wolfmother haben ein kosmisches Ei gelegt, an dem sie lange gebrütet haben. Ihr Küken steht auf sicheren Beinen zwischen Nostalgie- und Zukunftssound, hat seinen eigenen Kopf und wird sicherlich zu einem außerordentlichen außerirdischen Hahn.“ Christian Kroemer von cdstarts.de meinte: „Der Nachfolger ihres selbstbetitelten Debüts ist weder schwache Durchschnittskost noch ein billiger Abklatsch, sondern ein eigenständiger und gut durchdachter Longplayer. Nach dem Kauf sollte man sich auf jeden Fall die nötige Zeit für den ungestörten und vollständigen Genuss dieser Platte nehmen – der Eindruck ist überwältigend.“

## Wissenswertes
Nach dem Erfolg des Debütalbums stiegen gleich zwei Bandmitglieder aufgrund „unüberbrückbarer Differenzen“ aus der Band aus. Andrew Stockdale musste also die komplette Band neu besetzen. Anfang Februar 2009 stand fest, dass die Band mit Dave Atkins, Aidan Nemeth und Ian Peres weiterhin unter dem Namen Wolfmother bestehen bleibt. Im April 2009 wurde das neue Album aufgenommen und Ende Oktober 2009 veröffentlicht. Zuvor wurde auf einer groß angelegten Welttournee, die den Titel New Moon Rising World Tour trug, Werbung für das neue Album gemacht. Am 2. Juni 2009 wurde Back Round ausschließlich über Downloadportale als erste Single veröffentlicht, die erste Single, die auch regulär in den Handel kam, war New Moon Rising am 25. August 2009. Am 29. Dezember 2009 wurde noch White Feather veröffentlicht, bevor für den 10. Juni 2010 Far Away angekündigt wurde, das schon ein halbes Jahr vorher im Radio lief.

## Singleauskopplungen
- 2009: Back Round
- 2009: New Moon Rising
- 2009: White Feather
- 2010: Far Away

## Chartplatzierungen
| ChartsChartplatzierungen       | Höchstplatzierung | Wochen |
| ------------------------------ | ----------------- | ------ |
| Australien (ARIA)              | 3 (9 Wo.)         | 9      |
| Deutschland (GfK)              | 11 (5 Wo.)        | 5      |
| Neuseeland (RMNZ)              | 24 (2 Wo.)        | 2      |
| Österreich (Ö3)                | 11 (5 Wo.)        | 5      |
| Schweiz (IFPI)                 | 26 (4 Wo.)        | 4      |
| Vereinigte Staaten (Billboard) | 16 (4 Wo.)        | 4      |
| Vereinigtes Königreich (OCC)   | 35 (2 Wo.)        | 2      |